# Анна Порфирогенита
Анна (на гръцки: Άννα; 13 март 963 – 1011/1012) е византийска принцеса и киевска княгиня, съпруга на киевския княз Владимир I.

## Произход
Анна е дъщеря на византийския император Роман II и съпругата му Теофано. Единствена сестра е на византийските императори Василий II Българоубиец и Константин VIII. Йоан Скилица съобщава, че Анна е родена два дни преди смъртта на баща си, благодарение на което става известна и датата на нейното раждане – 13 март 963 г.
След смъртта на Роман II император става Никифор II Фока, който се жени за майката на Анна, императрица Теофано, която е подозирана, че е отровила първия си съпруг.

## Годежи
В Хрониката на Титмар от 11 в. се споменава, че Анна е била сгодена за наследника на Свещената Римска империя, Отон III. Отон III е роден през 980 и става император през 983 г., което означава, че Анна е била със 17 години по-голяма от годеника си. Някои автори смятат, че е възможно Титмар да е допуснал грешка, като е посочил за неин първи годеник император Отон III. Известно е, че и бащата на Отон III, император Отон II, е искал да се ожени за византийка с царска кръв, но впоследствие през 972 г. се жени за дванадесетгодишната Теофано, племенница на император Йоан Цимисхий.
През 988 г. франкският крал Хуго Капет съобщава на византийския император, че желае да ожени сина си Робер II за „достойна нему съпруга“. Хуго Капет не споменава името на желаната невеста, но се предполага, че за съпруга на сина му по това време най-вероятно са готвели Евдокия, най-възрастната дъщеря на Константин VIII, или Анна Порфирогенита. По неизвестни причини и този брак не се осъществява.

## Киевска княгиня
В хрониката на Степанос Таронци се споменава, че през 986 г. Анна е предложена за съпруга на българския цар, което изглежда неправдоподобно на фона на неуспешния поход на императора през същата година срещу българите.
Според т.н „Начална руска летопис“, когато киевският княз Владимир I превзема Херсонес през 988 г., той поискал да сключи съюз с Византия, при условие че императорът му даде сестра си за съпруга. От Константинопол приемат предложението, но от своя страна ромеите поставят условието князът да приеме християнството. Когато Владимир приел условието, Василий II приготвил сестра си за път. Със сълзи на очи, Анна Порфирогенита се сбогувала с близките си и потеглила за Киевска Рус.
Арабският историк от 11 в. Абу Шабджа поддържа версията за първостепенната роля на Анна за покръстването на Владимир
| „ | жената категорично отказала да се отдаде на човек, който не е от нейната вяра. Започналите за това преговори завършили с встъпването на руския цар в християнската вяра | “ |

При всичко това Анна принудила Владимир да се покръсти, колкото е възможно по-скоро, и едва след като князът приел православното кръщене, бракът им бил скрепен с църковен обред. След като князът се завърнал в Киев с новата си съпруга, започва и процесът на християнизация на поданиците му.
Сирийският историк Яхия Антиохийски споменава, че Анна активно съдействала за разпространението на новата вяра в Киевска Рус, като построила много църкви. Освен това по всички църковни дела Владимир се съветвал със „своята княгиня Анна“.
Историческите летописи наричат Анна не княгиня, а царица, отдавайки ѝ чест, подобаваща за член на императорското семейство. Историческите документи не споменават нищо за това дали Анна е имала деца. Възможно е тя да е родила на Владимир I дъщеря, но и за това няма категорични сведения.
Анна Порфирогенита умира през 6519 година от византийското летоброене, което отговаря на 1011 – 1012 г. В хрониката си Титмар съобщава, че гробницата ѝ се намира в катедралата „Пресвета Богородица“ в Киев, редом до гробницата на Владимир I Покръстител.